# Orectochilus
Orectochilus – rodzaj wodnych chrząszczy z rodziny krętakowatych i podrodziny Gyrininae.

## Taksonomia
Rodzaj opisany został w 1833 roku przez Pierre’a F.M.A. Dejeana. Gatunkiem typowym został Gyrinus villosus.

## Morfologia
Ciało w obrysie silnie wydłużone, o grzbietowej stronie silnie wypukłej. Przedstawiciele rodzaju wyróżniają się: 9-członowym biczykiem czułek, widoczną przy zamkniętych pokrywach tarczką, głową pozbawioną żeberka pseudofrontalnego (pseudofrontal ridge), oraz przedpleczem i pokrywami pokrytymi drobnymi włoskami, tworzącymi puszek. Punkty na pokrywach drobne i nieregularnie rozmieszczone. Oczy grzbietowe niewysunięte ku przodowi w stosunku do brzusznych. Narząd kopulacyjny samców spłaszczony, o prąciu walcowatym i włoskach wierzchołkowych paramer zachodzących na ich zewnętrzną krawędź. Płytki genitalne samic silnie wydłużone, a u nasady połączone słabo. Torebka kopulacyjna stosunkowo smukła, spermateka duża, a fertilization duct krótki i zakrzywiony.

## Rozprzestrzenienie
Rodzaj rozsiedlony od Europy i krajów śródziemnomorskich przez Bliski Wschód po Indie i południowe Chiny. W Polsce występuje tylko kręciel (O. villosus).

## Systematyka
Dawniej rodzaj podzielony był na 2 podrodzaje, jednak podrodzaj Patrus wyniesiono do rangi osobnego rodzaju. Należą tu gatunki:
- Orectochilus acuductus Régimbart, 1907
- Orectochilus acutilobus Régimbart, 1907
- Orectochilus aeneipennis Régimbart, 1907
- Orectochilus afghanus Ochs, 1955
- Orectochilus agilis Sharp, 1884
- Orectochilus agnatus Ochs, 1937
- Orectochilus ahlwarthi Ochs, 1957
- Orectochilus andamanicus Régimbart, 1884
- Orectochilus angulatus Régimbart, 1882
- Orectochilus angusticinctus Régimbart, 1907
- Orectochilus annandalei Ochs, 1925
- Orectochilus archipelagensis Ochs, 1953
- Orectochilus argenteolimbatus Peschet, 1923
- Orectochilus assimilis Ochs, 1957
- Orectochilus baeri Régimbart, 1886
- Orectochilus bakeri Ochs, 1924
- Orectochilus bataviensis Régimbart, 1907
- Orectochilus bicolor Ochs, 1957
- Orectochilus biformis Ochs, 1937
- Orectochilus bipartitus Régimbart, 1882
- Orectochilus birmanicus Régimbart, 1891
- Orectochilus boettcheri Ochs, 1937
- Orectochilus brevidens Ochs, 1940
- Orectochilus brevitarsis Falkenström, 1934
- Orectochilus brincki Ochs, 1948
- Orectochilus caliginosus Régimbart, 1907
- Orectochilus cardiophorus Régimbart, 1888
- Orectochilus cardoni Régimbart, 1892
- Orectochilus castaneus Régimbart, 1907
- Orectochilus castetsi Régimbart, 1892
- Orectochilus cavernicola Ochs, 1925
- Orectochilus celebensis Régimbart, 1907
- Orectochilus choprai Ochs, 1925
- Orectochilus coimbatorensis Ochs, 1925
- Orectochilus compressus Sturm, 1826
- Orectochilus conspicuus Régimbart, 1882
- Orectochilus cordatus Régimbart, 1888
- Orectochilus corniger Zaitzev, 1910
- Orectochilus corporaali Peschet, 1922
- Orectochilus corpulentus Régimbart, 1884
- Orectochilus crassipes Régimbart, 1884
- Orectochilus cupreolus Régimbart, 1907
- Orectochilus cylindricus Régimbart, 1892
- Orectochilus dehiscens Régimbart, 1907
- Orectochilus dilatatus Redtenbacher, 1868
- Orectochilus discifer Walker, 1859
- Orectochilus discus Aubé, 1838
- Orectochilus dispar Régimbart, 1907
- Orectochilus divergens Régimbart, 1907
- Orectochilus drescheri Ochs, 1937
- Orectochilus dulitensis Ochs, 1928
- Orectochilus dulitensis  Ochs, 1932
- Orectochilus fairmairei Régimbart, 1884
- Orectochilus feae Régimbart, 1888
- Orectochilus ferruginicollis Régimbart, 1907
- Orectochilus fletcheri Ochs, 1925
- Orectochilus florensis Régimbart, 1892
- Orectochilus foersteri Ochs, 1957
- Orectochilus formosanus Takizawa, 1931
- Orectochilus fraternus Régimbart, 1884
- Orectochilus fruhstorferi Régimbart, 1907
- Orectochilus fusiformis Régimbart, 1892
- Orectochilus gestroi Régimbart, 1882
- Orectochilus grandipes Ochs, 1936
- Orectochilus haemorrhous Régimbart, 1892
- Orectochilus hirtellus Ochs, 1940
- Orectochilus indicus Régimbart, 1884
- Orectochilus indulans Severin, 1892
- Orectochilus kinabaluensis Ochs, 1937
- Orectochilus klynstrai Ochs, 1927
- Orectochilus laticinctus Régimbart, 1907
- Orectochilus latimanus Régimbart, 1907
- Orectochilus leucophthalmus Fröhlich
- Orectochilus longulus Régimbart, 1907
- Orectochilus lucidus Régimbart, 1882
- Orectochilus lumbaris Ochs, 1940
- Orectochilus malaisei Ochs, 1940
- Orectochilus matruelis Régimbart, 1907
- Orectochilus mjobergi Ochs, 1928
- Orectochilus mjobergianus Falkenström, 1934
- Orectochilus murinus Régimbart, 1892
- Orectochilus murudensis Ochs, 1928
- Orectochilus musculus Ochs, 1940
- Orectochilus nathani Ochs, 1966
- Orectochilus nigricans Régimbart, 1892
- Orectochilus nigroaeneus Régimbart, 1907
- Orectochilus nipponensis Zaitzev, 1910
- Orectochilus nitens Peschet, 1923
- Orectochilus nuristanicus Ochs, 1955
- Orectochilus oberthueri Régimbart, 1884
- Orectochilus obscuriceps Régimbart, 1907
- Orectochilus obtusangulus Régimbart, 1907
- Orectochilus obtusipennis Régimbart, 1892
- Orectochilus orissaensis Vazirani, 1958
- Orectochilus ornaticollis (Dejean, 1866)
- Orectochilus oxygonus Régimbart, 1907
- Orectochilus palawanensis Régimbart, 1907
- Orectochilus palliatus Dejean, 1833
- Orectochilus panoembanganus Ochs, 1940
- Orectochilus pendleburyi Ochs, 1932
- Orectochilus pescheti Ochs, 1957
- Orectochilus pfisteri Ochs, 1927
- Orectochilus philippinarum White, 1847
- Orectochilus pilosellus Ochs, 1940
- Orectochilus planatus Ochs, 1937
- Orectochilus planiusculus Ochs, 1937
- Orectochilus pubescens Régimbart, 1882
- Orectochilus pulchellus Régimbart, 1884
- Orectochilus punctipennis Sharp, 1884
- Orectochilus pusillus Régimbart, 1882
- Orectochilus regimbarti Sharp, 1884
- Orectochilus ribeiroi Vazirani, 1958
- Orectochilus ritsemae Régimbart, 1882
- Orectochilus rivularis Régimbart, 1884
- Orectochilus ruficaudatus Ochs, 1940
- Orectochilus samarensis Ochs, 1929
- Orectochilus scalaris Régimbart, 1880
- Orectochilus schultzei Ochs, 1924
- Orectochilus seminitens Ochs, 1937
- Orectochilus semivestitus Guérin-Meneville, 1840
- Orectochilus sinhalensis Ochs, 1937
- Orectochilus spinosus Zimmermann, 1917
- Orectochilus staudingeri Régimbart, 1907
- Orectochilus strandi Ochs, 1936
- Orectochilus sublineatus Régimbart, 1892
- Orectochilus subsinuatus Ochs, 1928:
- Orectochilus sutteri Ochs, 1953
- Orectochilus teranishii Kamiya, 1933
- Orectochilus tibialis Ochs, 1940
- Orectochilus timorensis Régimbart, 1907
- Orectochilus tomentosus Régimbart, 1891
- Orectochilus validus Régimbart, 1882
- Orectochilus velatus Ochs, 1940
- Orectochilus vestitus Sturm, 1843
- Orectochilus villosovittatus Régimbart, 1891
- Orectochilus villosus (Müller, 1776) – kręciel
- Orectochilus waterstradti Ochs, 1940
- Orectochilus yayeyamensis Satô, 1971
- Orectochilus zeravschanicus Glasunow, 1893